# Blair Fairchild
Pour les articles homonymes, voir Fairchild.
Blair Fairchild est un compositeur américain né le 23 juin 1877 à Belmont (Massachusetts) et mort le 23 avril 1933 à Paris.

## Biographie
Blair Fairchild naît le 23 juin 1877 à Belmont (Massachusetts),.
Il étudie la composition avec John Knowles Paine et Walter Spalding à l'Université Harvard, où il obtient un Bachelor of Arts en 1899, puis travaille le piano avec Giuseppe Buonamici à Florence, en Italie,.
Entre 1901 et 1903, il est attaché à l'Ambassade des États-Unis en Turquie et en Perse,.
À partir de 1905, Blair Fairchild est installé à Paris, où il se perfectionne auprès de Charles-Marie Widor,.
Pendant la Première Guerre mondiale, il représente l'American Friends of Musicians en France, et est trésorier du comité franco-américain du Conservatoire de musique, notamment. En 1919, il est nommé chevalier de la Légion d'honneur pour avoir « contribué pendant la guerre à la création et au fonctionnement de plusieurs groupements charitables destinés à venir en aide aux artistes français ».
En 1921, son ballet-pantomime Dame Libellule est la première œuvre d'un compositeur américain à être présentée à l'Opéra de Paris.
Comme compositeur, Fairchild est influencé par Debussy, Ravel et Stravinsky ainsi que par ses voyages en Orient, et « fasciné par les ressources des mélodies et des rythmes exotiques »,. Il est l'auteur de plusieurs pièces pour orchestre et pour piano, et de nombreuses mélodies « dans un style pseudo-oriental ». Il peut être considéré comme « l'un des rares Américains qui aient essayé de transplanter le folklore exotique, dans ses sujets comme dans ses tournures mélodiques ».
Blair Fairchild meurt le 23 avril 1933 à Paris en son domicile du 160, rue de l'Université (7e arrondissement de Paris),,.

## Œuvres
Parmi ses œuvres, figurent :
- East and West, poème symphonique (1908) ;
- Légende pour violon et orchestre (1911) ;
- Quatuor à cordes (1911)[2] ;
- Tamineh, poème symphonique d'après une légende persane (1913) ;
- 6 Chants nègres pour piano (également orchestrés, version créée par l'Orchestre symphonique de Boston le 6 décembre 1929) ;
- 12 Indian Songs and Dances pour piano ;
- 2 sonates pour violon et piano (1908 et 1919) ;
- 5 recueils de Stornelli Toscani pour voix et piano ;
- des cycles de mélodies, dont Persian Folk Songs and 5 Sea Prayers.